# Красная Рыбница
Красная Рыбница — деревня в Свердловском районе Орловской области. Входит в состав Кошелёвского сельского поселения.

## География
Деревня находится на берегу реки Большая Рыбница, на расстоянии 12 км к юго-западу от посёлка городского типа Змиёвка, административного центра района, и 44 км к юго-востоку от города Орёл, административного центра области.

### Часовой пояс
Деревня Красная Рыбница, как и вся Орловская область, находится в часовой зоне МСК (московское время). Смещение применяемого времени относительно UTC составляет +3:00.

## Население
| 2002 | 2010 |
| ---- | ---- |
| 285  | ↗322 |

## Улицы
| - ул. Городская, - ул. Заречная, - ул. Лескова, - ул. Луговая, - ул. Молодёжная, | - пер. Полевой, - пер. Садовый, - ул. Тургеневская, - ул. Центральная, - ул. Школьная. |